# 癸亥条约
癸亥条约，日本称为嘉吉条约，指的是1443年己亥东征之后朝鲜王朝与日本对马岛岛主宗氏签订的防止海盗活动，合法进行贸易的协议。
按照协议，对马岛岛主承认朝鲜王朝的宗主权，朝鲜方面则给与对马岛在对马海峡的贸易优先权，并每年赐米200石。